# Aziz Ben Askar
Aziz Ben Askar, né le 30 mars 1976 à Château-Gontier (Mayenne), est un footballeur international marocain. Il évolue au poste de défenseur central de 1995 à 2011 puis devient entraîneur.

## Biographie

### Carrière en club

#### Formation et débuts au Stade lavallois
Après des débuts à Thorigné-en-Charnie puis Sablé-sur-Sarthe, Aziz Ben Askar intègre en 1992 le centre de formation du Stade lavallois, sous contrat apprenti. Régulièrement sélectionné dans les équipes de France cadets et juniors, il fait ses débuts en 1995 en Division 2, lancé par Denis Troch. Stagiaire depuis 1994, il signe son premier contrat professionnel à 21 ans, en avril 1997. Il est prêté en Championship durant la saison 2001-2002 dans le club des Queens Park Rangers. De retour à Laval la saison suivante, il retrouve une place de titulaire. À la fin de la saison 2002-2003 il est le Lavallois le mieux noté au classement des étoiles du magazine France Football.

#### Accession en Ligue 1 avec Caen
Lors de l'été 2003, Ben Askar est transféré à Caen. La veille de la signature du contrat avec le club normand, il est contacté par des dirigeants de l'AS Saint-Etienne. Les stéphanois insistent, par respect pour Caen il explique qu’il « faut faire vite » et surtout qu’il va signer son contrat le lendemain. Ceux ci ne l'ont pas cru et il déclare s’être « fait insulter » par ces dirigeants de l'AS Saint-Etienne. Cette saison-là, il joue 33 matchs de Ligue 2, inscrit quatre buts et permet à son club de monter en Ligue 1. Il est élu dans l'équipe type de la Ligue 2 2003-2004.
Caen atteint la finale de la Coupe de la Ligue en 2005, mais ne peut se maintenir en Ligue 1. Pour sa première et unique saison dans l'élite, Ben Askar se montre convaincant : France Football lui attribue la meilleure note moyenne des joueurs caennais.
De retour en Ligue 2, il ne joue que quinze matchs lors de la saison 2005-2006 et perd sa place de titulaire au profit du duo Brahim Thiam-Jérémy Sorbon. Il est alors prêté en 2006 au Qatar, dans le club d'Al Shamal.

#### Fin de carrière au Qatar
En juin 2007, il est de retour de prêt mais s'engage pour le club qatari d'Umm Salal Club. En fin de saison 2007-2008, il réalise de belles performances et gagne la Coupe de l'Emir. Il aide le club à terminer 3e du championnat et se voit nommé meilleur joueur de la saison.
En 2010, alors qu'il est nommé capitaine de son équipe, il perd en finale de la Coupe de l'Emir contre l'Al-Rayyan, 0-1, sur un but d'Afonso Alves à la 82e minute.

### Carrière en équipe nationale
Aziz Ben Askar est appelé en équipe du Maroc pour différents matchs amicaux (en 2001 face au Danemark lors du tournoi de Dubaï, face à la Côte d'Ivoire, puis au Togo), puis pour les rencontres opposant les Lions de l'Atlas au Botswana et à la Tunisie dans le cadre des qualifications pour la Coupe du monde 2006. Il est expulsé en fin de match à la suite d'une bagarre avec Ziad Jaziri  contre les Aigles de Carthage, qui terminent en tête du groupe devant le Maroc.
| Caps | Date       | Match            | Lieu           | Score | Compétition      |
| 1    | 17/08/2005 | Togo - Maroc     | Rouen          | 1 - 0 | Amical           |
| 2    | 03/09/2005 | Maroc – Botswana | Rabat          | 1 - 0 | Elim.CAN/CM 2006 |
| 3    | 08/10/2005 | Tunisie - Maroc  | Radès          | 2 - 2 | Elim.CAN/CM 2006 |
| 4    | 15/11/2005 | Cameroun - Maroc | Clairefontaine | 0 - 0 | Amical           |
| 5    | 23/05/2006 | USA – Maroc      | Nashville      | 0 - 1 | Amical           |
| 6    | 28/05/2006 | Mali - Maroc     | Colombes       | 1 - 0 | Amical           |
| 7    | 04/06/2006 | Colombie - Maroc | Barcelone      | 2 - 0 | Amical           |
| 8    | 16/08/2006 | Maroc – Burkina  | Rabat          | 1 - 0 | Amical           |
| 9    | 02/09/2006 | Maroc - Malawi   | Rabat          | 2 - 0 | Elim. CAN 2008   |
| 10   | 15/11/2006 | Maroc - Gabon    | Rabat          | 6 - 0 | Amical           |
| 11   | 07/02/2007 | Maroc - Tunisie  | Rabat          | 1 - 1 | Amical           |
| 12   | 25/03/2007 | Zimbabwe - Maroc | Harare         | 1 - 1 | Elim. CAN 2008   |
| 13   | 02/06/2007 | Maroc – Zimbabwe | Casablanca     | 2 - 0 | Elim. CAN 2008   |
| 14   | 16/06/2007 | Malawi - Maroc   | Blantyre       | 0 - 1 | Elim. CAN 2008   |
| ---- | ---------- | ---------------- | -------------- | ----- | ---------------- |

### Reconversion
Après l'arrêt de sa carrière de footballeur, il devient agent de joueurs.
Lors de la saison 2014-2015, il prépare son BEF d’entraîneur de football et entraîne en parallèle les U17 du Stade mayennais, club de Division d'Honneur.
A l'été 2015, il devient entraîneur de l'AS Bourny Laval, en Division d'Honneur, en parallèle de son DEF à Clairefontaine.
En mai 2016, il annonce ne pas continuer à l'AS Bourny Laval pour " franchir une autre étape.(...) Je veux me confronter à d’autres problèmes et intégrer une structure pro, rechercher un projet avec la pression et l’adrénaline du résultat. Je n’existe qu’à travers le résultat ! Il commence à y avoir des pistes, y compris à l’étranger". En 2017 il encadre le stage estival de l'UNFP destiné aux joueurs et entraîneurs sans contrat.
À l'été 2018, après avoir été sollicité par plusieurs clubs étrangers, il a préféré poursuivre sa formation d'entraîneur en France. De 2018 à 2019 il est entraîneur des U19 nationaux de l'AC Ajaccio.
De novembre 2019 à avril 2021, il est entraîneur d'Umm Salal au Qatar.

## Palmarès
- Ligue 2 :
  - Vice-champion en 2004 (SM Caen).
- Nommé dans l'équipe type de la Ligue 2 2003-2004 (SM Caen).

- Coupe de la Ligue :
  - Finaliste en 2005 (SM Caen).

- Coupe de l'Emir :
  - Vainqueur en 2008 (Umm Salal Club).
  - Finaliste en 2010 (Umm Salal Club).